# Velimir Stjepanović
Velimir Stjepanović (em sérvio: Велимир Стјепановић; Abu Dhabi, 7 de agosto de 1993) é um nadador nascido nos Emirados Árabes Unidos, filho de pais sérvios.